# Jogo da asfixia
O jogo da asfixia ou jogo do desmaio, também conhecido como brincadeira do desmaio (em inglês: choking game) refere-se a um desafio incentivado via internet, feito através da interrupção intencional da oxigenação e da irrigação sanguínea no cérebro, com o objetivo de induzir temporariamente um desmaio, euforia e vertigens. São possíveis dois métodos para alcançar a privação de oxigênio: estrangulamento e hipocapnia autoinduzida.

## Motivação
Poucas pesquisas tem sido conduzidas para avaliar motivações para praticar a brincadeira da asfixia, ainda que a procura por emoções seja um dos fatores principais, assim como a falsa percepção de ser uma atividade com baixo risco envolvido. Algumas outras razões incluem:
- Pressão de amigos, como desafio, rito de passagem para entrar em um grupo social, ou encantamento por comportamentos perigosos.[6]
- Curiosidade em experimentar um estado alterado de consciência, a experiência de um desmaio, ou uma aproximação imaginada de uma experiência de quase-morte.[6]
- A crença de que a brincadeira induz a uma rápida sensação de euforia (um "frisson").[6][7]
- A sensação de intoxicação, ainda que rápida, sem custo.

As razões para esta prática são diferentes da asfixia erótica. Dr Steve Field, presidente do Royal College of General Practitioners, em Londres, afirma que "o jogo do desmaio é procurado principalmente por crianças e adolescentes, para "sentir um barato" sem usar drogas". As crianças não estão nessa brincadeira por gratificação sexual. A brincadeira é frequentemente confundida com asfixia erótica, na qual a privação de oxigênio causa estimulação sexual. Diferentemente da asfixia erótica, a prática do jogo do desmaio parece incomum entre muitos adultos.

## Mecanismos por trás da atividade
Existem dois mecanismos principais por trás de todas as variações desta prática, ambos resultando em hipóxia cerebral (privação de oxigênio no cérebro). Os dois mecanismos tendem a ser confundidos entre si ou tratados como um único mas são bastante diferentes, ainda que ambos tenham o potencial para causar dano permanente no cérebro ou morte. Os dois mecanismos são estrangulamento e hipocapnia auto-induzida.

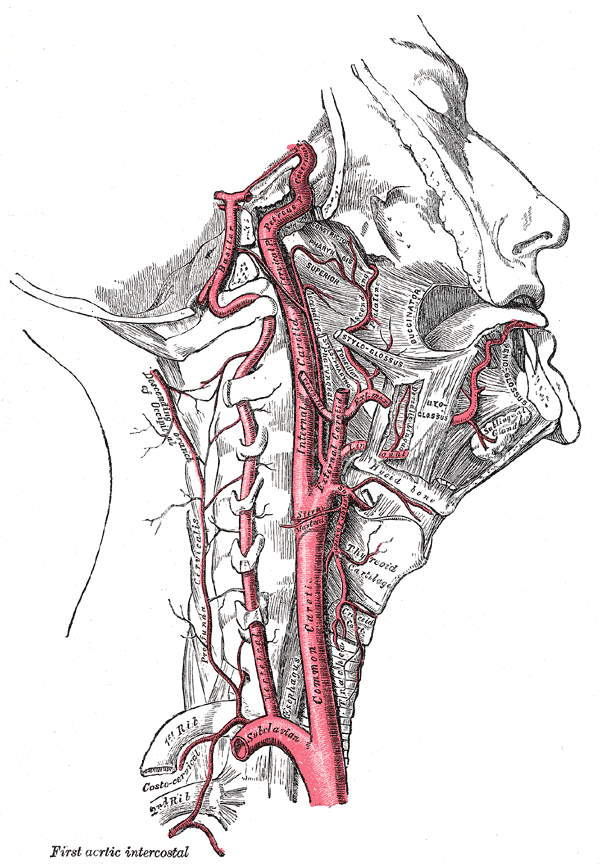
A artéria carotídea (grande vaso vermelho) e o nervo vago, paralelo, à sua esquerda

### Estrangulamento
Uma amarra com um cinto ou uma corda ao redor do pescoço, a pressão de mãos ou braços a redor do pescoço comprimem a artéria carótida interna. Além da restrição direta de sangue ao cérebro, existem dois outros resultados significantes desta pressão no pescoço:
- Pressionando a carótida também pressiona os baroreceptores. Estes órgãos então causam vasodilatação no cérebro, levando à insuficiência de sangue para preencher o cérebro com oxigênio, levando à inconsciência.
- Uma mensagem também é enviada através do nervo vago para o marcapasso, ordenando uma diminuição da taxa de batimentos cardíacos bem como seu volume. Em alguns casos, isto pode levar a uma assistolia, uma forma de parada cardíaca difícil de tratar. Há visões destoantes sobre a extensão do dano ou quando uma pessoa atinge um estado de danos prementes, mas é aceito que a pressão no nervo vago causa alterações na circulação sanguínea, e é perigoso nos casos de hipersensibilidade nos seios carotídeos.

Este método é responsável pela maioria, mas não todas, as fatalidades envolvidas nesta prática.
Este método é especialmente perigoso quando praticado sozinho. Movimentos involuntários podem levar ao traumatismo craniano e outros ferimentos. Se a prática for realizada de pé, a perda da consciência pode causar traumas na cabeça. Se a consciência não é imediatamente restabelecida, a ajuda médica não poderá ser buscada por terceiros (observadores ou amigos). Se a administração de ressuscitação cardiorrespiratória ou suporte básico para a vida é necessária por uma parada cardíaca ou respiratória, será impossível conseguir ajuda enquanto inconsciente ou sem respirar. Também, este ato pode ser confundido com suicídio quando praticado a sós.

### Hipocapnia autoinduzida
O segundo mecanismo requer hiperventilação (respiração rápida e forçada) até os sintomas de hipocapnia como dormência, sensação de cabeça leve e euforia serem sentidas, seguidas para uma interrupção na respiração. Esta ação sozinha já pode ser responsável pelo desmaio, mas é largamente acreditado que é possível fortalecer os efeitos pressionando o ar dentro dos pulmões, segurando a respiração "com força" ou ficando de cócoras (pressionando o diafragma sem permitir o ar nos pulmões escapar), ou recebendo um "abraço-de-urso" de um ajudante. Estas ações aumentam o efeito da hipóxia, pois se aproximam de uma manobra de Valsalva, causando estimulação do nervo vago.
A hiperventilação leva a uma eliminação excessiva de dióxido de carbono (CO2), enquanto não há aumento significativo de oxigênio armazenado no corpo. Como apenas o dióxido de carbono é responsável pelo estimulo da respiração, após a hiperventilação a respiração pode ser segurada por muito tempo antes da hipóxia cerebral acontecer. O sangue também se torna normalmente alcalino como resultado da eliminação excessiva de dióxido de carbono. Este aumento de pH no sangue é denominada alcalose sanguínea. A alcalose interfere na utilização normal do sangue. Os sintomas da alcalose são irritabilidade neuromuscular, espasmos musculares, dormência e torpor das extremidades e ao redor da boca, tontura e vertigens, por vezes interpretadas como euforia.
No corpo a alcalose induz a vasodilatação, mas no cérebro causa a vasoconstrição. A vasoconstrição se torna mais forte por um aumento repentino na pressão sanguínea causada pelo "abraço de urso" ou pela força feita. A euforia causada pela alcalose pode ser seguida rapidamente por inconsciência induzida pela hipóxia. A sequência de eventos que levam a inconsciência por hiperventilação são como segue:
1. Diminuição da pressão parcial do CO2 alveolar.
2. Diminuição na pressão parcial do CO2 arterial.
3. Aumento no pH sanguíneo (alcalose respiratória).
4. Vasoconstricção dos vasos sanguíneos responsáveis pela irrigação do cérebro.
5. Retenção do sangue presente no cérebro
6. O cérebro rapidamente utiliza o oxigênio (O2) presente no sangue retido.
7. A concentração de oxigênio no cérebro cai.
8. Inconsciência resultante da hipóxia do tecido cerebral.

Pelo fato de o cérebro não poder armazenar oxigênio e, diferentemente dos outros órgãos, possuir baixa tolerância à privação de oxigênio, ele é altamente vulnerável se a vasoconstricção não for revertida. Normalmente, quando o cérebro está em hipóxia, sistemas autônomos do corpo desviam o sangue de outros órgãos para o cérebro. Neste caso, como o cérebro está em vasoconstricção, este mecanismo não é possível. Vasoconstricção é reservado apenas para forçar o aumento de CO2 no sangue pela suspensão da respiração.
Em algumas versões, o "abraço-de-urso" é substituído por uma pressão no pescoço, sendo o desmaio subsequente resultante de um híbrido dos dois métodos.

### Outros mecanismos
Inconsciência pode ser induzida por outros métodos, ainda que estes sejam controversos: pressão sobre os seios carotídeos podem causar desmaio sem qualquer outra ação, mas este método é difícil de ser reproduzido e isto não é a base do jogo. Para pessoas suscetíveis a síncope dos seios carotídeos (que na maioria dos casos, não sabem até que ocorra), esse jogo pode ser excessivamente perigoso.
Nos dois casos, as vítimas podem experimentar sonhos, alucinações, ainda que sejam sensações rápidas, e recobrarem consciência com perda de memória recente, e movimentos involuntários das mãos e pés. A recuperação completa ocorre normalmente dentro de segundos após a interrupção do estrangulamento.

## Prevalência
Um estudo de 2008 do "Centro de Estudos sobre Vício e Saúde Mental" (do inglês: Centre for Addiction and Mental Health - CAMH) de Toronto, no Canadá, atestou que cerca de 79 mil crianças e adolescentes na província de Ontario já participaram desta "brincadeira". Uma pesquisa de 2006 do "Youth Health Risk Behavioral Survey" - YRBSS, do Centro de Controle e Prevenção de Doenças (do inglês: Centers for Disease Control and Prevention - CDC) no Condado de Williams, em Ohio, concluiu que 11% de jovens entre 12 e 18 anos, e 19% de jovens de 17 e 18 anos já participaram desta brincadeira.

## Lesões e fatalidades
Qualquer atividade que prive o cérebro de oxigênio tem potencial para causar de moderados a severos danos nas células cerebrais, levando a perda permanente de funções neurológicas, como dificuldade de concentração, perda de memória de curto prazo, até incapacidade mental permanente e morte. Estatísticas sobre fatalidade e danos neurológicos são controversas; apesar de não definitivos, estudos empíricos mostram que a prática contribui para incapacidade mental ou morte, principalmente entre jovens do sexo masculino em países desenvolvidos. Muitos acreditam que as estatísticas estão defasadas por classificações errôneas de suicídio.
Um estudo do Centers for Disease Control and Prevention (CDC) dos Estados Unidos encontrou evidências suficientes para indicar que desde 1995, pelo menos 82 jovens de idade entre 6 e 19 anos morreram nos Estados Unidos como resultado do jogo (sendo 1% das mortes atribuída a suicídio por sufocação na mesma faixa etária), como o gráfico à direita. Destes, 86,6% eram do sexo masculino, com idade média de 13,3 anos. 95,7% destas mortes ocorreu enquanto o jovem estava sozinho, com os pais desconhecendo o jogo em 92,9% dos casos. As mortes foram relatadas em 31 estados, e não foram agregadas por localização, estação do ano ou dia da semana. Danos neurológicos são mais difíceis de serem relatados, pois há uma dificuldade de relacionar incapacidade mental ou neurológica a um evento específico no passado.
Lesões acidentais ou indiretas porem ser causadas pela queda ou movimentos involuntários, ferindo um tendão ou ligamento. Tais lesões podem incluir concussão, fraturas ósseas, morder língua e hemorragia dos olhos.
O CDC encoraja os pais, educadores e provedores de cuidados com a saúde a se familiarizarem com os sinais do jogo. Estes incluem falar sobre o jogo, olhos vermelhos, marcas no pescoço, dores de cabeça severas, desorientação após algum tempo a sós, cordas ou cintos atados à móveis, cama ou maçanetas, e presença inexplicável de itens como coleira de cachorro ou cordas elásticas.

## Leia também
- Andrew, Thomas A., & Fallon, Kim K (2007), «Asphyxial Games in Children and Adolescents» (PDF), The American Journal of Forensic Medicine and Pathology, 28 (4): 303–307, consultado em 26 de outubro de 2011
- Bernacki, Jessica M & Davies, W. Hobart (2011), «Prevention of the Choking Game: Parent Perspectives», Journal of Injury and Violence Research, 4 (2. Article in press), consultado em 27 de outubro de 2011
- Cash, Ralph E (novembro de 2007), A Dangerous High (PDF), National Association of School Psychologists, consultado em 27 de outubro de 2011
- Lieberman, Richard (2009), «Choking Game» (PDF), Youth Suicide Prevention Program Training for Crisis Teams and School Staff, Los Angeles Unified School District, pp. 3–4, consultado em 27 de outubro de 2011
- Martha Linkletter, Kevin Gordon, & Joe Dooley (13 de julho de 2009), «Cópia arquivada» (PDF), Clinical Pediatrics, 49 (3): 274–279, doi:10.1177/0009922809339203, consultado em 8 de dezembro de 2013, cópia arquivada (PDF) em 19 de setembro de 2010
- McClave, Julie L., Russell, Patricia J., Lyren, Anne., O'Riordan, Mary Ann, & Bass, Nancy E (2010), «The Choking Game: Physician Perspectives», Pediatrics, 125 (1): 82–87, doi:10.1542/peds.2009-1287 Originally published online December 14, 2009
- Ramowski, S.K., Nystrom, R.J., Chaumeton, N.R., Rosenberg, K.D., &  Gilchrist, J (2010), Medscape News report, «"Choking Game" Awareness and Participation among 8th Graders - Oregon, 2008», Centers for Disease Control and Prevention, Morbidity and Mortality Weekly Report, 59 (1): 1–5, consultado em 27 de outubro de 2011
- Toblin, Robin L (10 de junho de 2008), «Unintentional Strangulation Deaths from the "Choking Game" Among Youths Aged 6-19 Years - United States 1995-2007» (PDF), Scientists of the US Public Health Service (USPHS), Division of Unintentional Injury Prevention: National Centre for Injury Prevention and Control 2008 USPHS Scientific and Training Symposium, consultado em 8 de dezembro de 2013, arquivado do original (PDF) em 30 de julho de 2013
- Urkin, Jacob & Merrick, Joav (2006), Free abstract, «The choking game or suffocation roulette in adolescence (editorial)», International Journal of Adolescent Medicine and Health, 18 (2): 207–208, doi:10.1515/IJAMH.2006.18.2.207, consultado em 27 de outubro de 2011[ligação inativa]